# 埃爾特里溫福港
13°17′N 88°33′W / 13.283°N 88.550°W
埃爾特里溫福港（西班牙語：Puerto El Triunfo），是薩爾瓦多的城鎮，位於該國東南部，由烏蘇盧坦省負責管轄，面積168.68平方公里，海拔高度19米，2007年人口16,584，人口密度每平方公里98.32人。